# Comuna Manjelia, Hlobîne
Manjelia (în ucraineană Манжелія) este o comună în raionul Hlobîne, regiunea Poltava, Ucraina, formată din satele Lamane, Manjelia (reședința) și Vitkî.

## Demografie
Componența lingvistică a comunei Manjelia
     Ucraineană (95,76%)
     Rusă (4,03%)
     Alte limbi (0,14%)
Conform recensământului din 2001, majoritatea populației comunei Manjelia era vorbitoare de ucraineană (95,76%), existând în minoritate și vorbitori de rusă (4,03%).